# Véronique Brouquier
Véronique Brouquier   (París, 28 de maig de 1957) és una tiradora d'esgrima francesa, ja retirada, especialista en floret, que va competir durant les dècades de 1970 i 1980.
El 1980 va prendre part en els Jocs Olímpics d'Estiu de Moscou, on va guanyar una medalla d'or en la prova del floret per equips del programa d'esgrima. Quatre anys més tard, als Jocs de Los Angeles, guanyà la medalla de bronze en la mateixa prova.
En el seu palmarès també destaca una medalla de bronze a les Universíades de 1977.
Més enllà de la seva carrera esportiva, el 1984 es va doctorar a la Université Paris-Sorbonne en arqueologia i s'ha especialitzat en arquitectura antiga. Ha treballat en diversos jaciments de França i el nord d'Àfrica. Des del 2012 és membre del Consell Nacional d'Investigacions Arqueològiques.